# Quinto Múcio Cévola (cônsul em 220 a.C.)
Quinto Múcio Cévola (m. 209 a.C.; em latim: Quintus Mucius Scaevola) foi um político da gente Múcia da República Romana eleito cônsul em 220 a.C. com Marco Valério Levino.

## Consulado (220 a.C.)
Foi eleito cônsul em 220 a.C. com Marco Valério Levino. Presume-se, porém, que os dois foram forçados a abdicar em algum momento no início do ano, possivelmente como resultado de pressões políticas: tanto Levino como Cévola eram membros da facção "Cláudia", que estava tentando diminuir o poder da facção rival dos Emílios-Cipiões; os dois cônsules sufectos que os sucederam, Lúcio Vetúrio Filão e Caio Lutácio Cátulo, eram da facção rival.

## Segunda Guerra Púnica
Foi nomeado propretor em 215 a.C., durante o consulado de Tibério Semprônio Graco e Lúcio Postúmio Albino, que lhes conferiram o comando da província da Sardenha. Apesar de ter ficado doente, seu comando foi prolongado pela primeira vez por dois anos e, novamente, mais um ano. Além disto, nada mais se menciona sobre seu governo.
Quinto foi ainda um decemviro sacrorum e morreu na função em 209 a.C..